# Nüpli
Nüpli (deutsch Knippelshof) ist ein Dorf (estnisch küla) in der estnischen Landgemeinde Otepää (bis 2017 Puka) im Kreis Valga. Nüpli hat 123 Einwohner (Stand 31. Dezember 2021).

## Kultur
In Nüpli befindet sich das Gustav Wulff-Õie Museum, welches das Zweiggeschäft des Estnischen Literaturmuseums ist.

## Sport

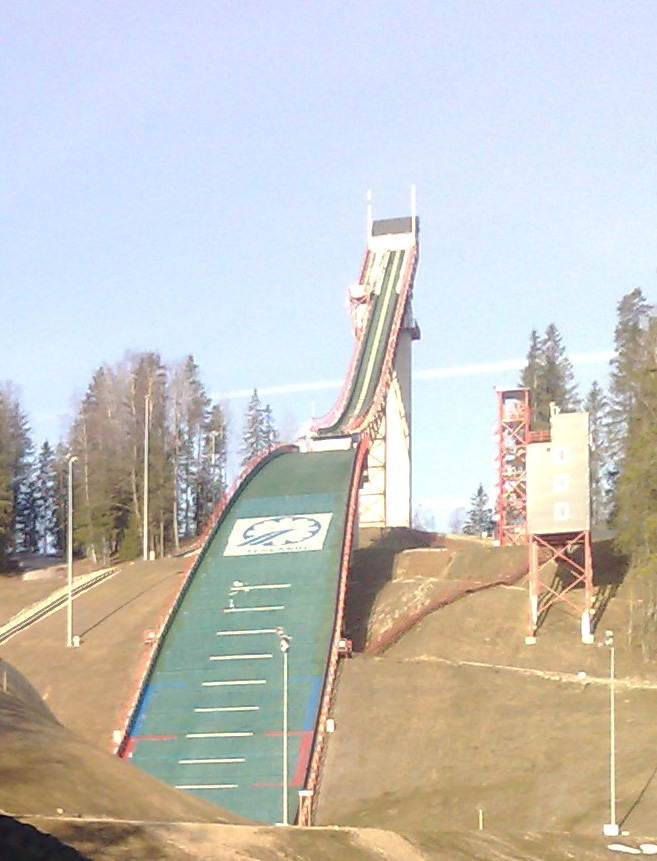
Die K-90-Skisprungschanze (2009)

2008 wurde auf dem Tehvandi-Berg in Nüpli die K-90-Skisprungschanze eröffnet.